# Davidoff
Davidoff is een merk van luxe- en tabaksprodukten uit Zwitserland in handen van de Imperial Brandsgroep. Het merk produceert naast tabaksprodukten, pijpen en humidors ook modeartikelen.

## Zino Davidoff
Zino Davidoff (Kiev, Oekraïne, 1906 - 1994) was de oudste van vier kinderen en zijn vader, Henri Davidoff, had een tabakswinkel. In 1911 moest het Joodse gezin vluchten naar Zwitserland uit schrik voor opkomende pogroms.
Halverwege de jaren 20 reisde Davidoff naar Cuba, waar hij er al werkend in een tabaksfabriek alles leerde over sigaren.
Davidoff nam in 1930 de tabakswinkel over van zijn ouders en ontwikkelde er een heel assortiment aan sigaren.
In 1948 werd hij pas echt bekend toen hij zijn sigaren de namen van grote Franse wijnen als Haut-Brion, Latour, Rothschild, Lafitte, Margaux en Mouton gaf.
Tijdens de Cubaanse Revolutie kon hij in 1959 een contract afsluiten met Fidel Castro. Hij kreeg daarbij exclusieve verkooprechten voor 3 miljoen sigaren. In 1988 werd het contract verbroken. Dit kwam volgens Davidoff doordat de Cubanen op zoek waren naar extra buitenlandse inkomsten en ze de kwaliteit van zijn sigaren niet konden evenaren.
De Cubanen bleven sigaren verkopen onder de naam Davidoff. Na een akkoord in 1991 werd er besloten dat de Cubanen geen sigaren onder de naam Davidoff meer mochten verkopen. Daartegenover stond dat de Cubanen het alleenrecht op de naam "Cubaanse havana's" kregen.
In 1992 kwam voor zijn 85e verjaardag de Anniversario No. I uit, die hij voorstelde tijdens een wereldtournee.
Zino rookte vijftien sigaretten, twee corona's en een pijp per dag en stierf op 87-jarige leeftijd.

## Rookartikelen

### Sigaretten
- Classic
- Blue
- Blue Slims
- Rich Blue
- White
- Gold
- Menthol
- Light Gold
- Light Gold Slims
- One
- Menthol King Size
- Magnum King Size
- Magnum Lights
- Magenta
- Blush

### Sigaren
Nu zijn alle sigaren van Davidoff gemaakt met tabak uit de Dominicaanse Republiek.

##### Davidoff Aniversario-reeks
- No. 1 - 8 2/3 × 48 (220 × 19 mm) - Grand Double Corona
- No. 2 - 7 × 48 (178 × 19 mm) - Churchill
- No. 3 - 6 × 50 (152 × 20 mm) - Toro
- 80 Aniversario - 9 1/4 × 47 (235 × 18 mm) - Corona Grande

##### Davidoff Classic-reeks
- No. 1 - 7 1/2 × 38 (192 × 15 mm) - Long Panatela
- No. 2 - 6 × 38 (152 × 15 mm) - Panatela
- No. 3 5 1/8 × 30 (130 × 12 mm) - Slim Panatela
- Ambassadrice - 4 1/2 × 26 (115 × 10 mm) - Seniorita
- Dom Pérignon - 7 × 47 (178 × 18 mm) - Churchill

##### Davidoff Grand Cru-reeks
- No. 1 - 6 3/32 × 43 (155 × 17 mm) - Grand Corona
- No. 2 - 5 5/8 × 43 (142 × 17 mm) - Corona
- No. 3 - 5 × 43 (129 × 17 mm) - Corona
- No. 4 - 4 5/8 × 41 (116 × 16 mm) - Petit Corona
- No. 5 - 4 × 41 (102 × 16 mm) - Half Corona

##### De Mille-reeks
- 1000 - 4 5/8 × 34 (117 × 13 mm) - Petit Panetela
- 2000 - 5 1/8 × 43 (129 × 17 mm) - Corona
- 3000 - 7 × 33 (178 × 13 mm) - Slim Corona
- 4000 - 6 3/32 × 43 (155 × 17 mm) - Corona Grande
- 5000 - 5 5/8 × 46 (143 × 18 mm) - Toro
- 6000 - 5 × 48 (127 × 19 mm) - Robusto

##### Davidoff Special-reeks
- Special R - 4 7/8 × 50 (124 × 20 mm) - Robusto
- Double R - 7 1/2 × 50 (190 × 20 mm) - Double Corona
- Entreacto - 3 1/2 × 43 (89 × 17 mm) - Short Corona

##### Davidoff Special Figurados-reeks
- Short Perfecto - 4 7/8 × 52 (124 × 21 mm) - Perfecto
- Special T - 6 × 52 (152 × 21 mm) - Torpedo
- Special C - 6 1/2 × 33 (165 × 13 mm) - Culebra (3 geweven Panatellas)

##### Millennium Blend-reeks
- Lancero - 7 1/4 × 40 (184 × 16 mm) - Lancero
- Robusto - 5 1/4 × 50 (133 × 20 mm) - Robusto
- Lonsdale - 6 × 43 (152 × 17 mm) - Lonsdale
- Short Toro - 6 × 50 (152 × 20 mm) - Lonsdale
- Petit Corona - 4 1/2 × 41 (114 × 16 mm) - Petit Corona
- Piramides - 6 1/8 × 52 (156 × 21 mm) - Piramid
- Short Robusto - 4 1/4 × 52 (108 × 21 mm) - Short Robusto

##### Davidoff Puro d'Oro
- Notables - 5 5/8 × 46 (143 × 18 mm) - Corona Gorda
- Magnificos - 4 1/8 × 52 (130 × 21 mm) - Robustos
- Deliciosos - 4 7/8 × 43 (124 × 17 mm) - Corina
- Sublimes - 4 1/2 × 38 (114 × 15 mm) - Petit Panetela

##### De Châteaux-reeks
- Haut-Brion - 4 × 40 (102 × 15 mm) - Perla
- Lafite - 4 1/2 × 40 (116 × 15 mm) - Franciscano
- Lafite-Rothschild - 4 1/2 × 40 (116 × 15,87 mm) - Franciscano
- Latour - 5 5/8 × 42 (142 × 16,67 mm) - Corona
- Margaux - 5 1/8 × 42 (129 × 16,67 mm) - Mareva
- Mouton Rothschild - 6 1/8 × 42 (155 × 16,67 mm) - Corona Grande
- Yquem - 6 × 42 (152 × 16.67 mm) - Grand Corona

### Pijptabak
- Blue Mixture: Virginia-, Black Cavendish- en Burley-tabak.
- Danish Mixture: Virginia- en Burley-tabak.
- English Mixture: Virginia-, Burley- en Latakia-tabak.
- Flake Medallions: Virginia-, Périque- en Black Cavendish-tabak.
- Green Mixture: Virginia-, Burley- en Black Cavendish-tabak.
- Limited Reserve Sweet Mixture No.1 Premium : Virginia-, Black Cavendish- en Burley-tabak.
- Red Mixture: Virginia- en Black Cavendish-tabak.
- Royalty: Virginia-, Oriënt- en Latakia-tabak.
- Scottish Mixture: Virginia-, Burley-, Kentucky- en Oriënt-tabak afgewerkt met Schotse Whiskey.

## Modeartikelen

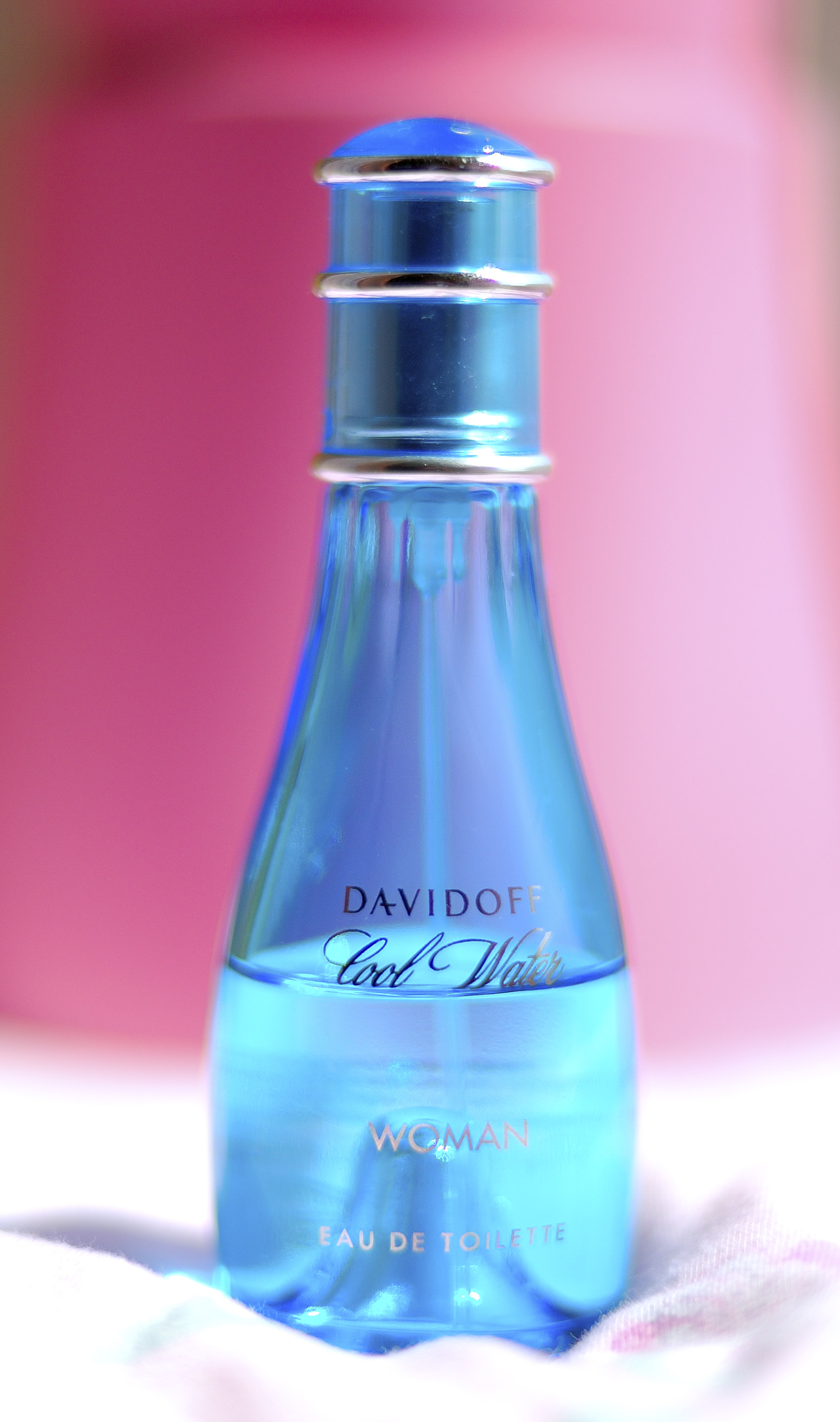
Davidoff Cool Water Women

Davidoff is eveneens een producent van modeartikelen, waarmee begin jaren 80 werd begonnen. 
Het uitgebreide assortiment bestaat uit brillen, horloges, stropdassen, lederwaar, pennen, parfums (waaronder Cool Water), cognac en koffie.

## Bron
- Personen-encyclopedie